# Apricia jovialis
Espèce
Synonymes
- Marptusa jovialis L. Koch, 1879

Apricia jovialis est une espèce d'araignées aranéomorphes de la famille des Salticidae.

## Distribution
Cette espèce est endémique d'Australie.

## Publication originale
- L. Koch, 1879 : Die Arachniden Australiens. Nürnberg, vol. 1, p. 1045-1156 (texte intégral).